# Taurisano
Taurisano és una ciutat del baix Salento a la província de Lecce, Itàlia.

## Orígens
Diversos estudis fan derivar el topònim Taurisano de: "taurus sanus", vinculat a cria i comerç de bous a l'era romana; "Taurisius" o "Taurisianus", en referència a la colonització per part d'un centurió romà "Taurus"; finalment la seva arrel preindoeuropea "Taur", amb significat d'altura, és l'etimologia més probable, considerant les característiques del terreny.

## Ciutats Germanades
Fregenal de la Sierra, Espanya